# Второбелянская волость (Изюмский уезд)
Второбелянская (Вторая Белянская) во́лость — историческая административно-территориальная единица Изюмского уезда Харьковской губернии с волостным правлением в слободе Беленькой.
По состоянию на 1885 год состояла из 16 поселений, 14 сельских общин. Население — 3672 человека (1861 человек мужского пола и 1811— женского), 599 дворовых хозяйств.
|                       | Площадь | В т.ч. пахотной |
| --------------------- | ------- | --------------- |
| Сельских общин        | 2682    | 2584            |
| Частной собственности | 13823   | 4444            |
| Другой собственности  | 33      | 11              |
| В целом               | 16538   | 7039            |

Основные поселения волости:
- Белянская - бывшая владельческая слобода при реке Белянской в 55 верстах от уездного города. В слободе волостное правление, 216 дворов, 1136 жителей, православная церковь, винокуренный завод.